# Кастел Кондино
Кастѐл Кондѝно (на италиански: Castel Condino, на местен диалект: Castel Condin, Кастел Кондин) е село и община в Северна Италия, автономна провинция Тренто, автономен регион Трентино-Южен Тирол. Разположено е на 811 m надморска височина. Населението на общината е 216 души (към 2019 г.).